# Сталева вата

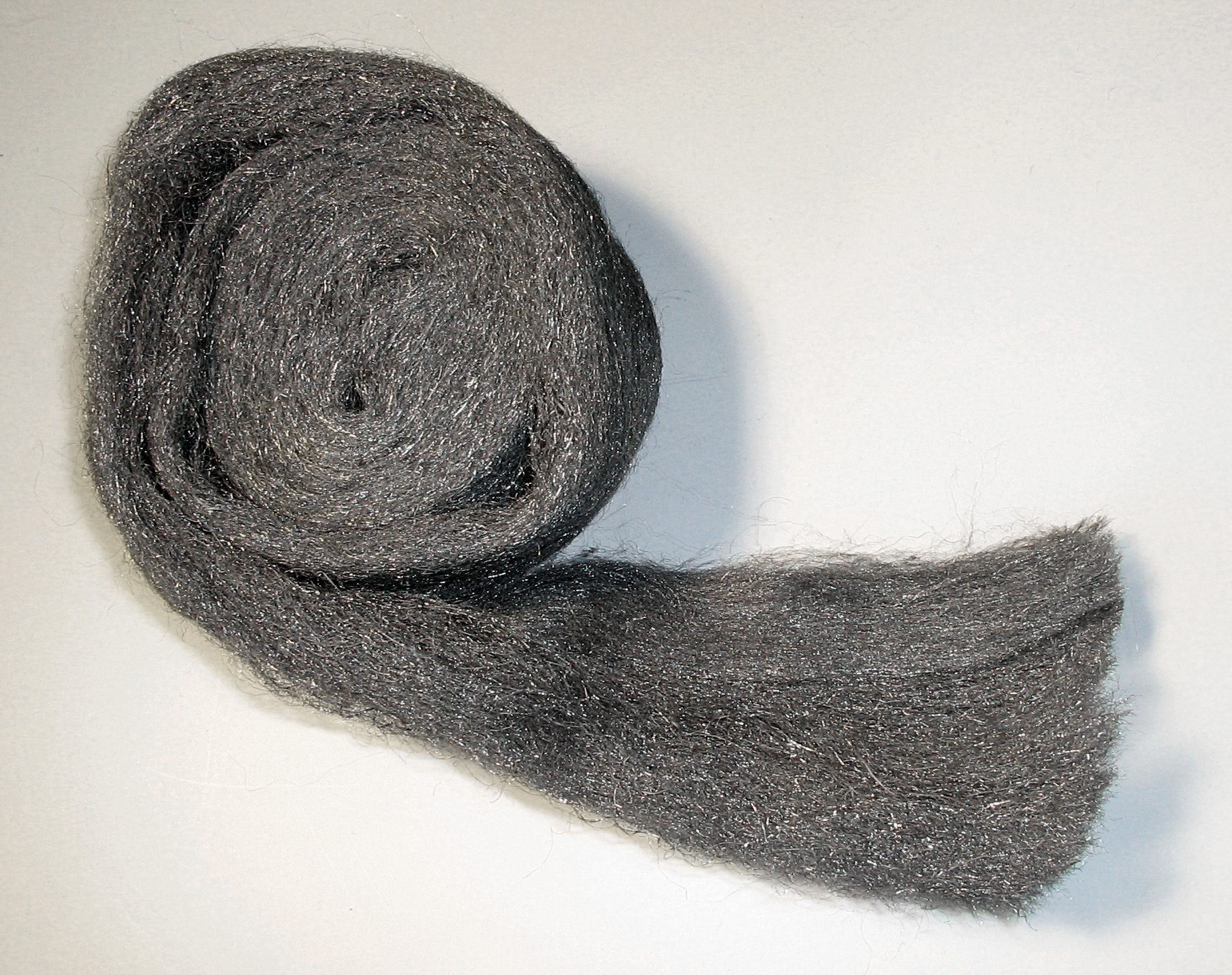
Сталева вата у рулоні

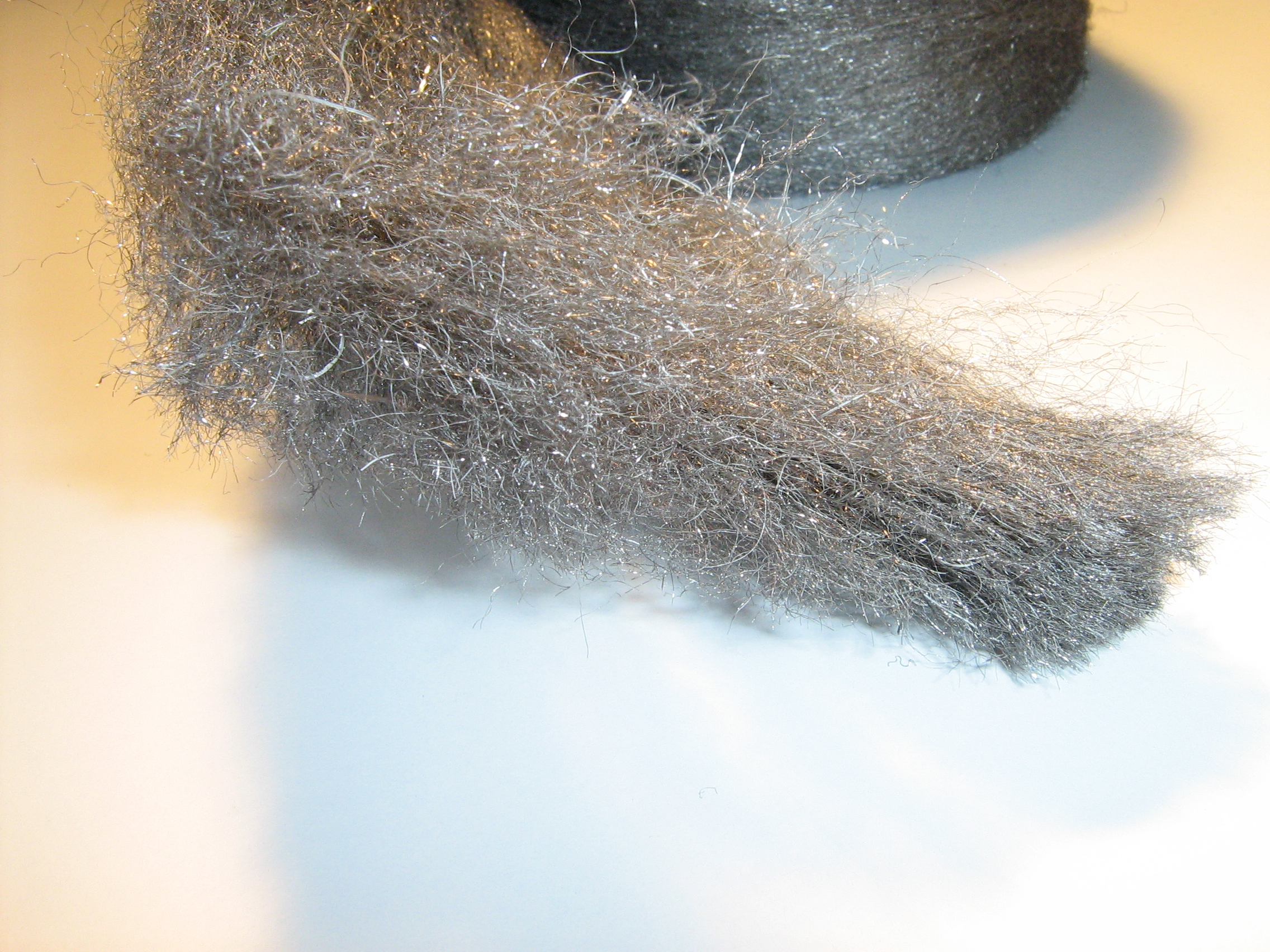
Сталева вата при візуальному збільшенні

Стале́ва ва́та (англ. steel wool), також відома як залі́зна ва́та (англ. iron wool), дротяна́ гу́бка (англ. wire sponge) — пучок безладно сплутаних дуже тонких та гнучких сталевих ниток з гострими краями. Використовується як абразив для полірування дерев'яних або металевих предметів, очищення побутового посуду, чищення вікон й шліфування поверхонь.
Сталева вата була вперше згадана як новий продукт у 1896 році .

## Отримання
Сталева вата виготовляється з низьковуглецевої сталі методом, подібним до протягування, де товстий сталевий дріт протягується через зубчасту матрицю, яка знімає з дроту тонку, гостру, зливну стружку.

## Використання

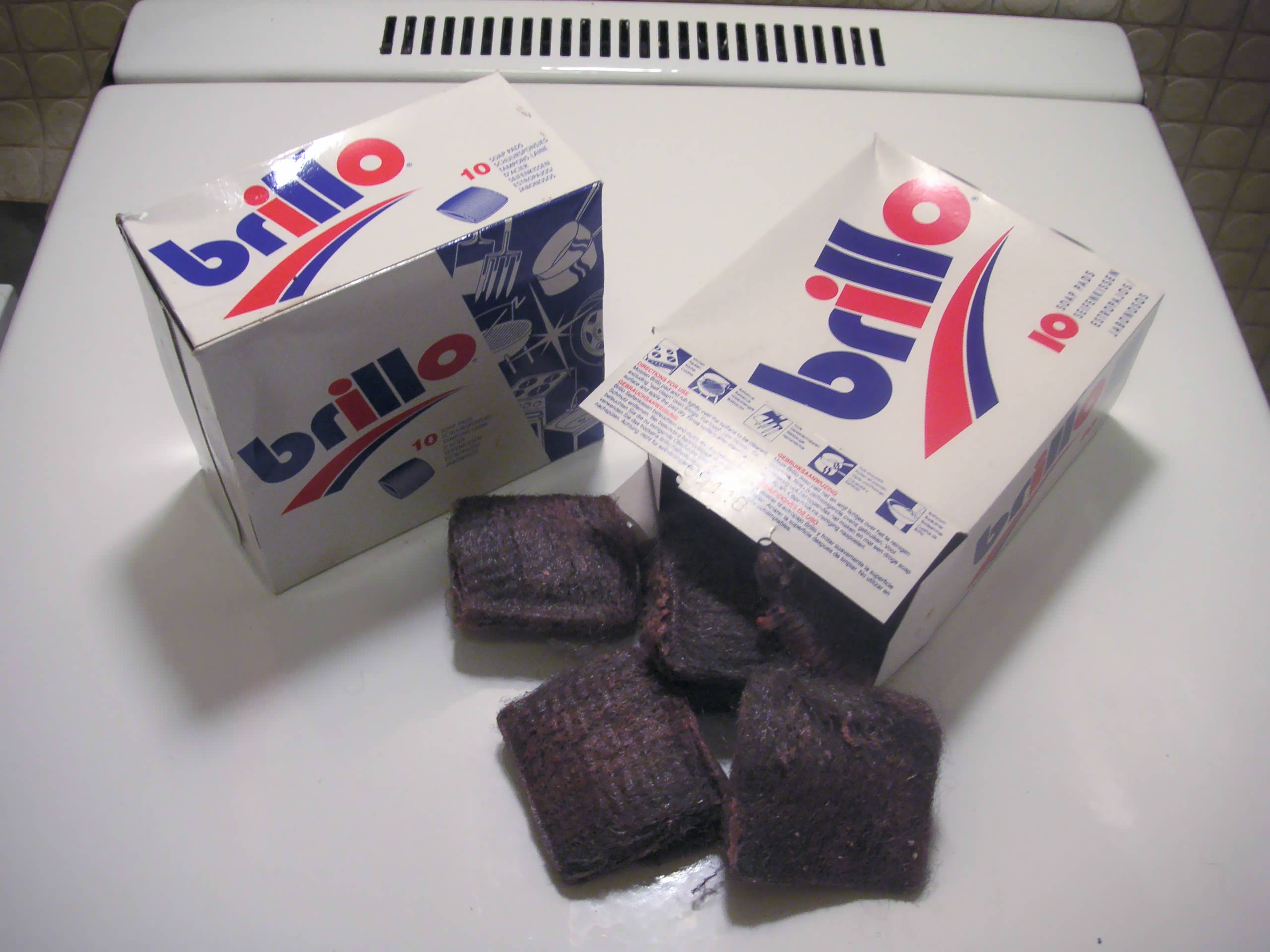
Кухонна губка із сталевої вати

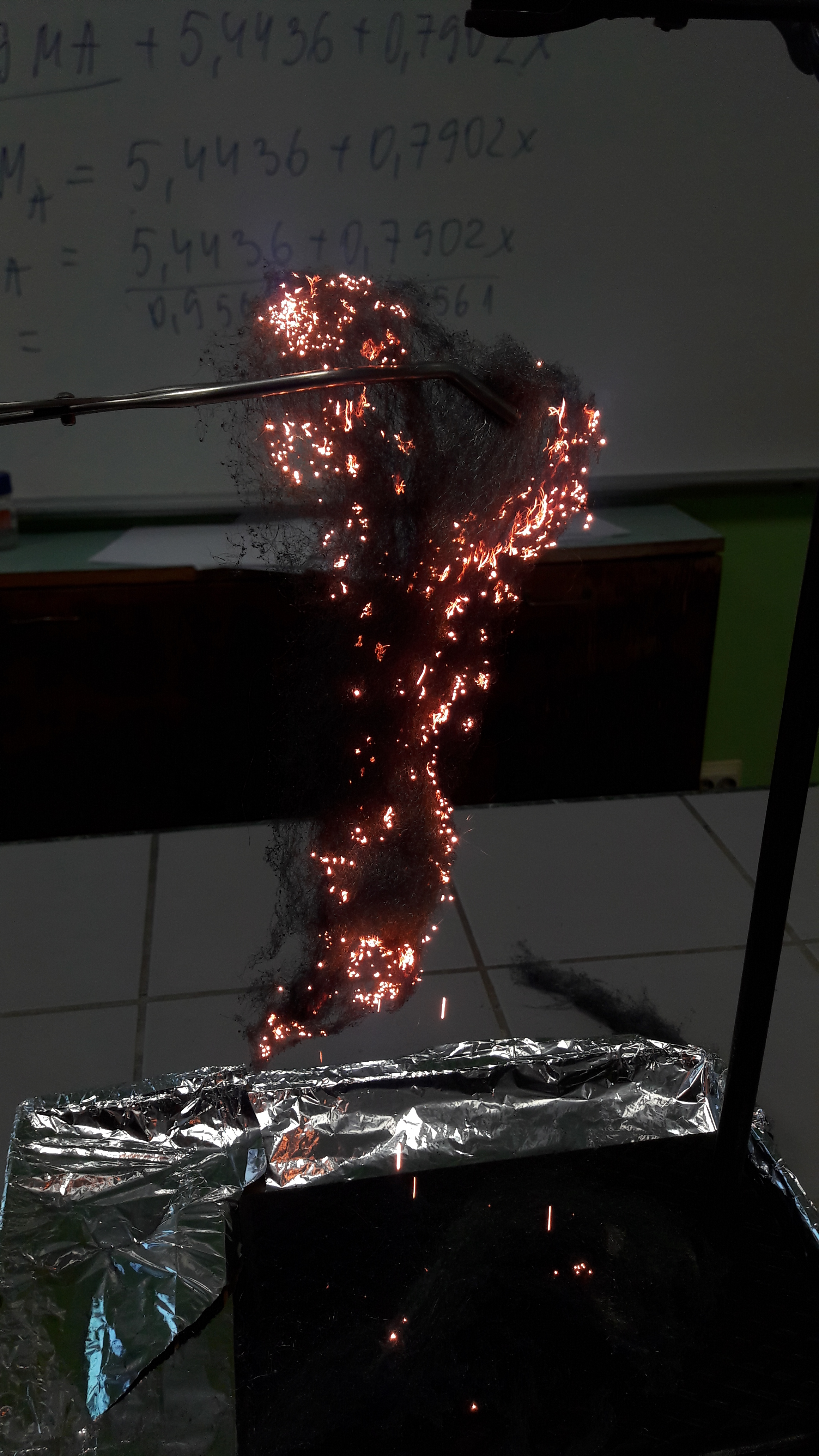
Горіння сталевої вати на повітрі

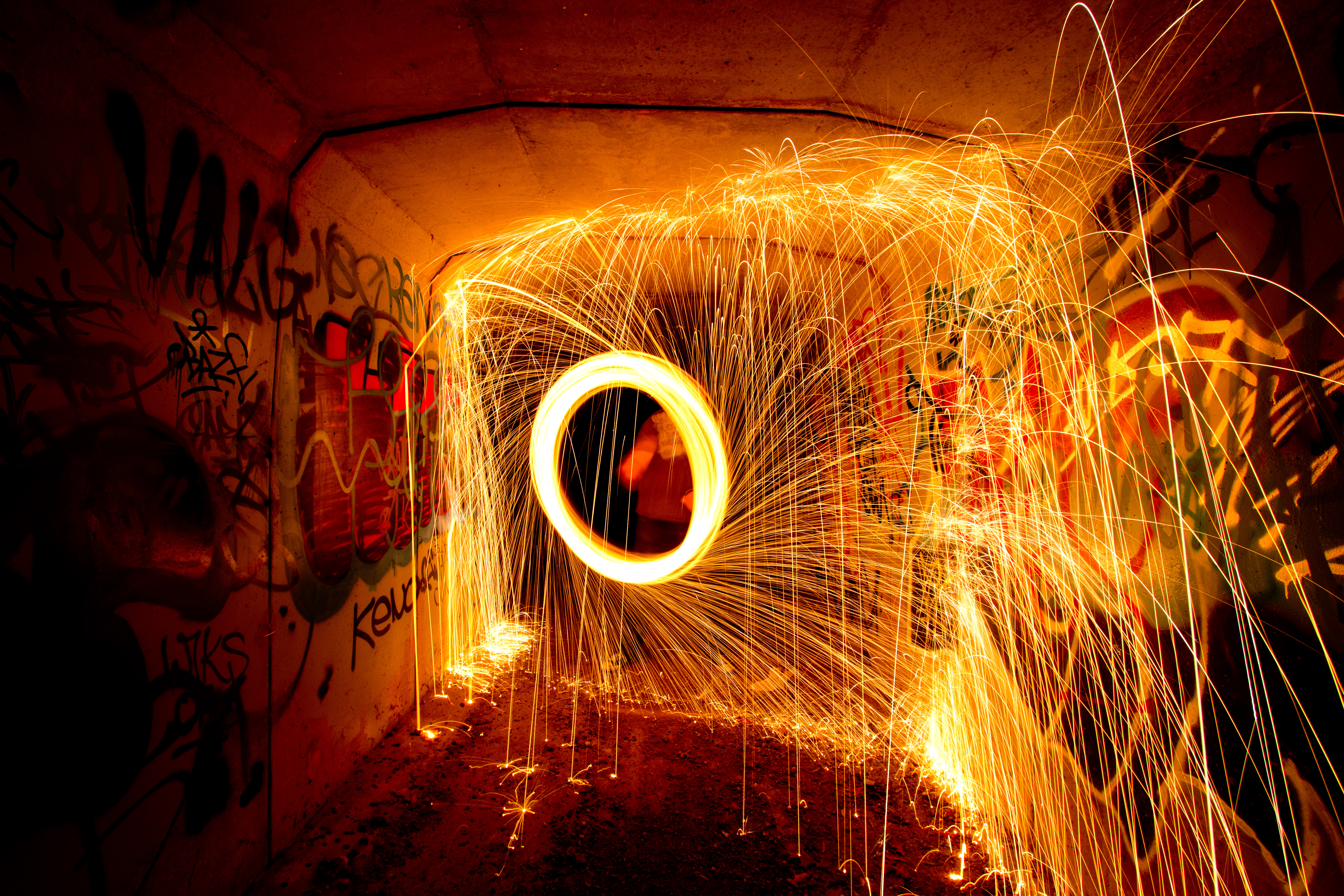
Візуальні ефекти, що створюються палаючою сталевою ватою

### Основне
За допомогою сталевої вати можна полірувати металеві та дерев'яні поверхні. З невеликою кількістю скипидару можна видаляти залишки старої фарби. Використання шліфувальної пасти покращує якість полірування. Також сталеву вату випускають як жорстку губку для миття посуду.

### Додаткове
Сталева вата класу 00# і тоншого може використовуватись як засіб розпалювання в екстремальних ситуаціях навіть у вологому стані. Постійний струм від електричної батареї, пропущений через таку сталеву вату, нагріває її тепловиділенням від проходження струму. Кількості тепла достатньо, щоб розжарити тонкі дротики сталевої вати, а від них підпалити трут з нижчою температурою спалаху. Ще одна галузь застосування — світлографія.

## Класифікація
| Клас абразивності | Назва класу абразивності | Товщина мм |
| ----------------- | ------------------------ | ---------- |
| 0000#             | Супер тонкий             | 0,025      |
| 000#              | Особливо тонкий          | 0,035      |
| 00#               | Дуже тонкий              | 0,040      |
| 0#                | Тонкий                   | 0,050      |
| 1#                | Середній                 | 0,060      |
| 2#                | Середньої грубості       | 0,075      |
| 3#                | Грубий                   | 0,090      |
| 4#                | Особливо грубий          | 0,100      |